# Telefonjack

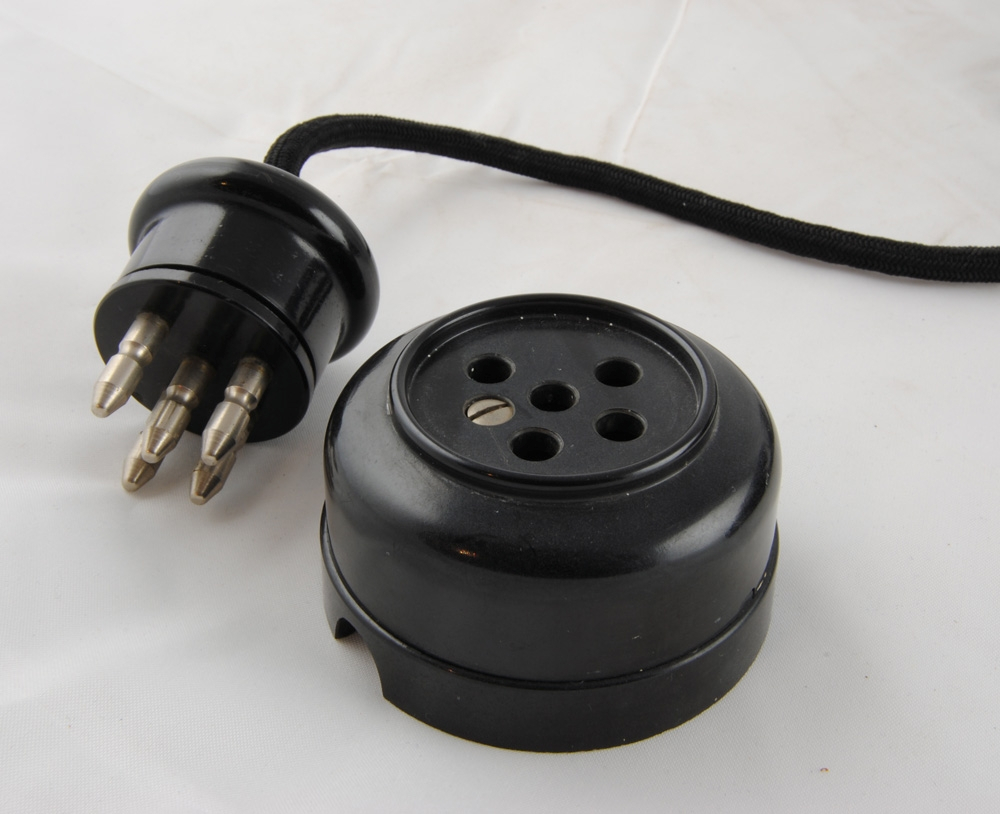
Telefonjack för Ericssons telefon DE704 som användes på 1930-talet.

Telefonjack, telejack, är ett kontaktdon för anslutning av telefonapparat, modem och annan utrustning till det fasta telenätet men kan även användas för dataöverföring med DSL.

## Etymologi mm
Ordet (telefon-)jack är tidigast belagt i svenska språket 1892. Det kommer från engelska jack med samma betydelse och ursprungligen från namnet Jack. Ordet var tidigare n-genus. Det hette alltså en jack, flera jackar. Svenska Akademiens ordlista tar med jack första gången i upplaga 9 (1950), då med n-genus. Upplaga 11-13 (1986-2006) har t-genus som första val, alltså ett jack, flera jack, och n-genus som alternativ. Upplaga 14 (2015) nämner enbart t-genus.

## Telefonjack i Sverige

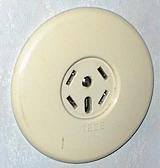
Ett svenskt telefonjack SS 455 15 50 av äldre infälld modell

Det vanligaste svenska telefonjacket är Svensk standard SS 455 15 50. Det är en fyrpolig honkontakt som har 4 stift placerade i två par ovanför varandra för strukturerad seriekoppling, så kallad kaskadkoppling av inkopplad utrustning. 
Stiftens placering och kabelfärger
```
3 /   \ 4
1 \ | / 2
    5 = bryter kortslutning mellan stift 1 och 3 respektive 2 och 4

1 = In+
2 = In-
3 = Ut+
4 = Ut-

1 och 2 från telestation eller föregående jack
3 och 4 går vid kaskadkoppling vidare till nästa jack, används ej vid parallellkoppling

Modern standard:
1 vit
2 blå
3 turkos
4 violett

Vanligt förekommande alternativ (samma som RJ11):
1 grön
2 röd
3 svart
4 gul

Äldre standard:
1 gul
2 svart
3 röd
4 vit
```

I det nedre paret kommer ingående signal och det övre paret går vidare till nästa jack. Om ingen telefonapparat är inkopplad är paren sammankopplade, stift 1 till 3 och stift 2 till 4, med en fjäderbelastad kontaktanordning, så kallad innerfjäderkoppling. När en telefonapparat kopplas in, finns på dess hankontakt ett mittstift i plast som då mekaniskt bryter sammankopplingen mellan de två paren inuti kontakten. Signalen leds därmed genom telefonapparaten innan den går tillbaka till det övre paret och vidare till nästa jack.
Om ett jack avlägsnas eller förbigås (exempelvis för att förändra vilket av jacken som är första jack) behöver kopplingstrådarna skarvas. För att få ett fuktsäkert resultat används normalt en skarvklämma för detta.
En teleoperatör äger och svarar normalt sett för anslutning och service fram till det man kallar första jack, det vill säga den punkt där den till fastigheten/lägenheten ingående telekabeln från telestationen ansluts till ett jack. Fastighetsnätet, det vill säga alla kablar och jack efter första jack, är fastighetsägarens eget ansvar.

## Vad händer vid ett samtal?
Vid ett inkommande samtal skickar telestationen ut en ringspänning på 76 volt, 20 hertz (cirka 110 volt amplitud). Så länge som ingen telefonapparat har svarat, kommer ringspänningen fram till samtliga inkopplade telefonapparater som då ringer. När luren lyfts ur klykan på en av de anslutna apparaterna bryter klykgruppen (kollektivet av olika strömbrytare vilka påverkas av klykan) bort förbindelsen ut från den aktuella apparaten samtidigt som den kopplar bort ringklockan (om mekanisk) och ansluter telefonens samtalskretsar till linjen. Då känner telestationen av detta och kopplar fram samtalet. När luren läggs på, känner telestationen likaledes av detta och kopplar ner samtalet efter en kort fördröjning. Fördröjningen gör det möjligt att lägga på en telefonapparat och inom ett par sekunders tid byta till en annan telefonapparat utan att samtalet har kopplats ner. Är en i kaskaden senare kopplad apparats klyka lyft vid den tidigares påläggning tar den senare över samtalet utan fördröjning.
Kaskadkopplingen gör det således möjligt för varje apparat att bortbrytas av de tidigare i kaskaden och i sin tur bryta bort de efterföljande. 
Har man kopplat in för många telefonapparater av äldre sort med ringklocka kan det hända att ringspänningen inte orkar att driva alla telefonapparaters ringsignaler. Inte heller kan alla apparaterna användas, utan endast de som ligger nära det första jacket.

## Parallellkoppling
Det går även att parallellkoppla telefonjacken, men det bryter mot specifikationen och teleoperatören ansvarar då inte för resultatet eftersom man endast hanterar anslutningen fram till första jacket. Inkoppling av ADSL kan också bli problematiskt.